# An-mitsu

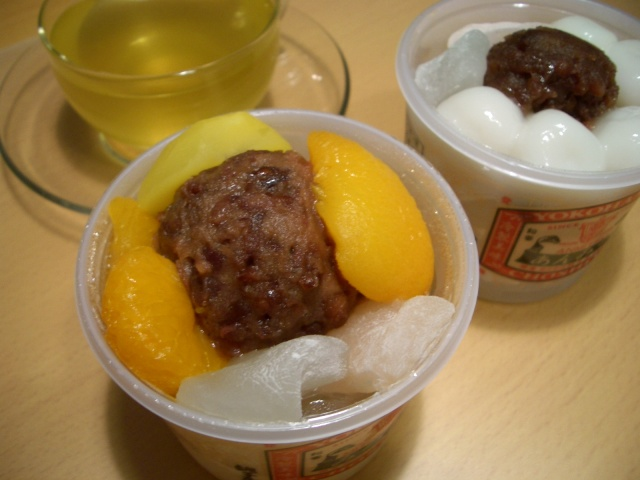
Un an-mitsu.

L'an-mitsu (あんみつ, rarement 餡蜜) est une pâtisserie japonaise, à base de pâte de haricot azuki sucrée, de sucre liquide et de gelée, populaire depuis plusieurs décennies.
Il est fabriqué à partir de petits cubes de gelée d'agar-agar, gelée translucide obtenue à partir d'algues rouges. L'agar-agar est dissout dans de l'eau (ou du jus de fruits comme du jus de pomme) pour fabriquer la gelée. Il est servi dans un bol avec de la pâte de haricots azuki sucrée ou anko (la partie an de an-mitsu), des pois bouillis, fréquemment du gyūhi et une variété de fruits comme des quartiers de pêche, des mikan, des morceaux d'ananas, et des cerises. L'an-mitsu est habituellement servi avec un petit pot de sirop sucré noir, ou mitsu (la partie mitsu de an-mitsu) dans lequel on trempe la gelée avant de la manger. L'an-mitsu est habituellement consommé avec une cuillère et une fourchette.
Quelques variations de ce dessert existent. Le mitsumame (en) est de l'an-mitsu sans pâte de haricots, le mame signifie les pois qui sont servis avec le sirop et la gelée d'agar-agar à la place. La glace à l'an-mitsu est de l'an-mitsu servi avec de la crème glacée par-dessus. Des shiratama dango sont souvent placés par-dessus.